# Comédie-Française
A Comédie-Française vagy Théâtre-Français (’francia színház’), amelyet gyakran egyszerűen „le Français”-nak neveznek, 1680-ban megalapított francia kulturális intézmény. Székhelye 1799 óta Párizs 1. kerületében, a Palais-Royal épületegyüttes Richelieu-utca 2. szám alatti részében van.
1995 óta a Comédie-Française állami vállalat és az egyetlen olyan nemzeti színház státuszú Franciaországban, amely állandó színészcsoporttal rendelkezik. Bár hét évvel a színjátszó csoport megalakítása előtt halt meg, Molière-t tekintik az intézmény atyjának, ezért „la Maison de Molière” (Molière háza) néven is emlegetik. Az a karosszék, amelyben Molière haldokolni kezdett a Képzelt beteg című darabjának egyik előadása közben, még mindig mellszobrok sorával együtt áll a színház előcsarnoka mögött.
A Comédie-Française jelmondata latinul Simul et singulis, ami lehetséges fordítása „együtt és egyedülállóknak lenni”. Címere egy méhkas.

## A Comédie-Française története
1670-ben Franciaország területén, beleértve Párizsban több olasz társulat adott elő színdarabokat. A fővárosban három francia társulat tevékenykedett. Az egyik Molière-é volt, amely a Palais-Royal-ban működött, egy másik a Le Marais városrészben, a harmadik pedig a Bourgogne palotában. Az 1673-ban bekövetkezett Molière halála után XIV. Lajos parancsára a Le Marais-beli társulat a Molière-ével egyesült, és az új társulat a Guénégaud palotába költözött.
1680-ban a Bourgogne-palotai társulat főnöke meghalt, és újabb királyi parancs ezt is a Guénégaud-palotaival egyesítette. Augusztus 25-én az új társulat először játszott együtt. Október 21-én XIV. Lajos királyi rendeletet adott ki, amely alapján a társulat 27 általa kiválasztott színészből és színésznőből állt és megkapta a Párizsra érvényes francia nyelvű színjátszás monopóliumát a fővárosban és külkerületeiben. A „Francia Színház” elnevezést az olasz nyelvű színtársulatokkal ellentétben kapta. Repertoárja Molière és Jean Racine összes darabjából, valamint Pierre Corneille, Paul Scarron és Jean Rotrou néhány művéből állt. 1681. január 5-én a társulat tagjai egyezményt kötöttek, amelyben többek között megállapodtak a bevételek elosztásáról. 1682-ben a társulat 12 000 font ellátmányt is kapott a királytól. Kiváltságai azonban alávetették a király és az udvar méltóságai szeszélyeinek.
1687-ben a társulat parancsot kapott a Guénégaud palota elhagyására, mivel a Párizsi Egyetem a közelében megnyíló egyik új részlege zavartatva érezte magát a szomszédságától. 1689-re megépült számára egy új színház a mai rue de l'Ancienne-Comédie (Régi színház-utca) 14. szám helyén.
A XIV. Lajos uralma vége felé bekövetkezett válság a Comédie-Française-t is sújtotta. Nehéz időszakokat élt meg a 18. század közepe feléig, amikor XV. Lajos a működésére vonatkozó új rendeleteket adott ki és felvállalta a társulat adósságait.
1770-ben a Comédie-Française elhagyni kényszerült az akkori épületét ennek rossz állapota miatt és ideiglenesen a Tuileriák palotája egyik termébe költözött. Csak 1782-ben kapott számára épített új székhelyet, a mai Odéon-Théâtre de l'Europe (Odeon – Európai Színház) első épületét.
A Francia forradalom megrázkódtatta a színházat is. 1789-ben a Théâtre de la Nation (Nemzet Színháza) nevet adták neki, megszüntették a kiváltságait, elvonva tőle a királyi ellátmányát és monopóliumát. 1791-ben a társulat kettészakadt köztársaságpárti és királyságpárti színészek között, és a köztársaságpártiak átköltöztek a Richelieu-utcába, egy röviddel azelőtt épített színházba. Itt megalapították a Théâtre de la République-et (Köztársaság Színháza) a fiatal François-Joseph Talma színész vezetésével. 1793. szeptember 3-án a Közjóléti Bizottság bezáratta a Nemzet Színházát és bebörtönözte a színészeit, majd később sorban kiszabadította őket. 1799-ben a Comédie-Française újra megalakult és megkapta a Palais-Royal épületegyütteséhez tartozó Richelieu-utcai épületet. 1804-ben tagjai új egyezményt írtak alá.
1812-ben I. Napóleon császár, miközben oroszországi hadjáratát vezette, elhatározta a Comédie-Française újraszervezését. Október 15-én aláírta a „Moszkvai rendelet” néven ismert 87 cikkelyes rendeletet, amely magában foglalta a színház csaknem teljesen jelenleg is érvényes státuszát.

A Comédie-Française épülete a 18. században
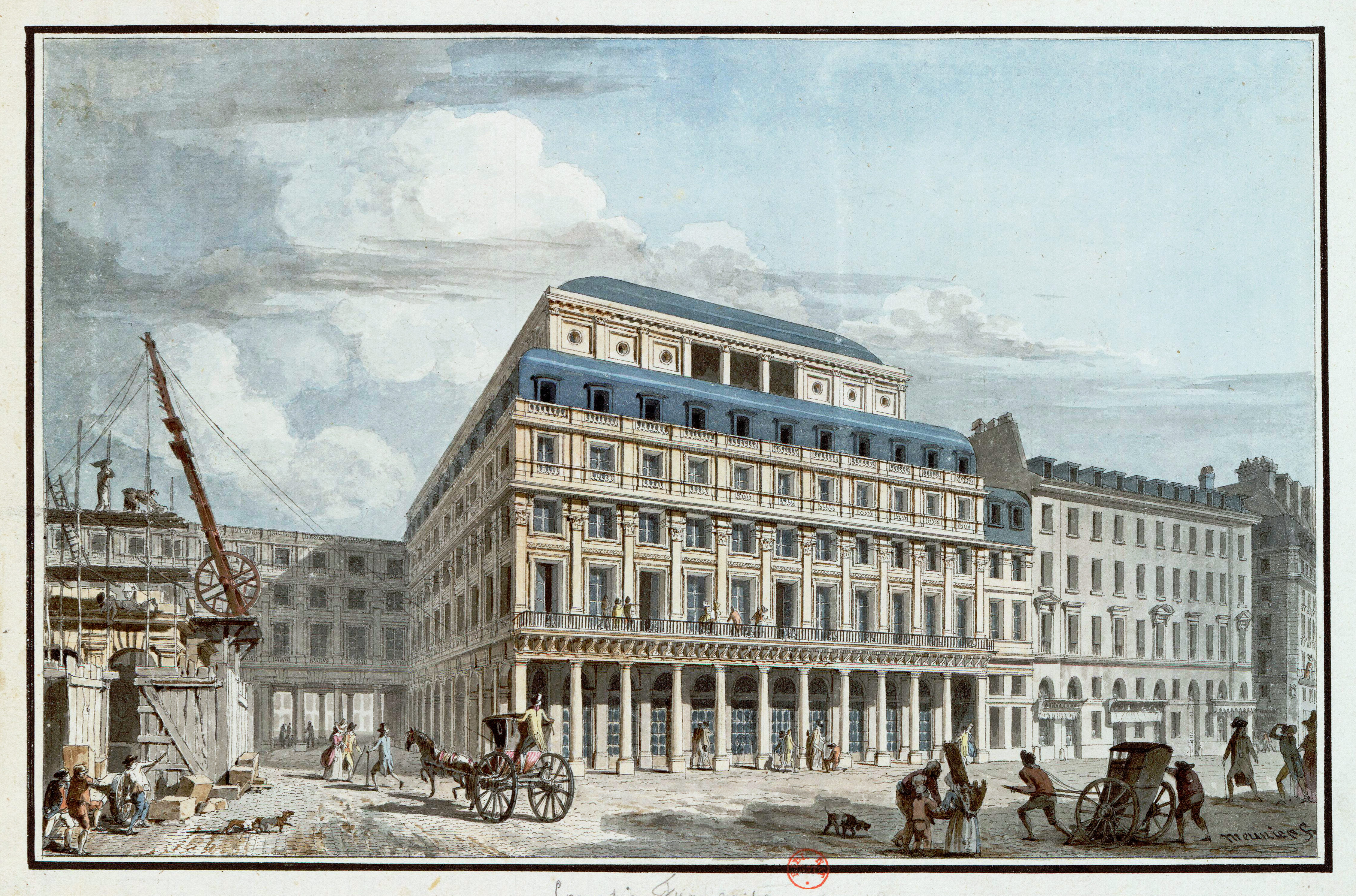
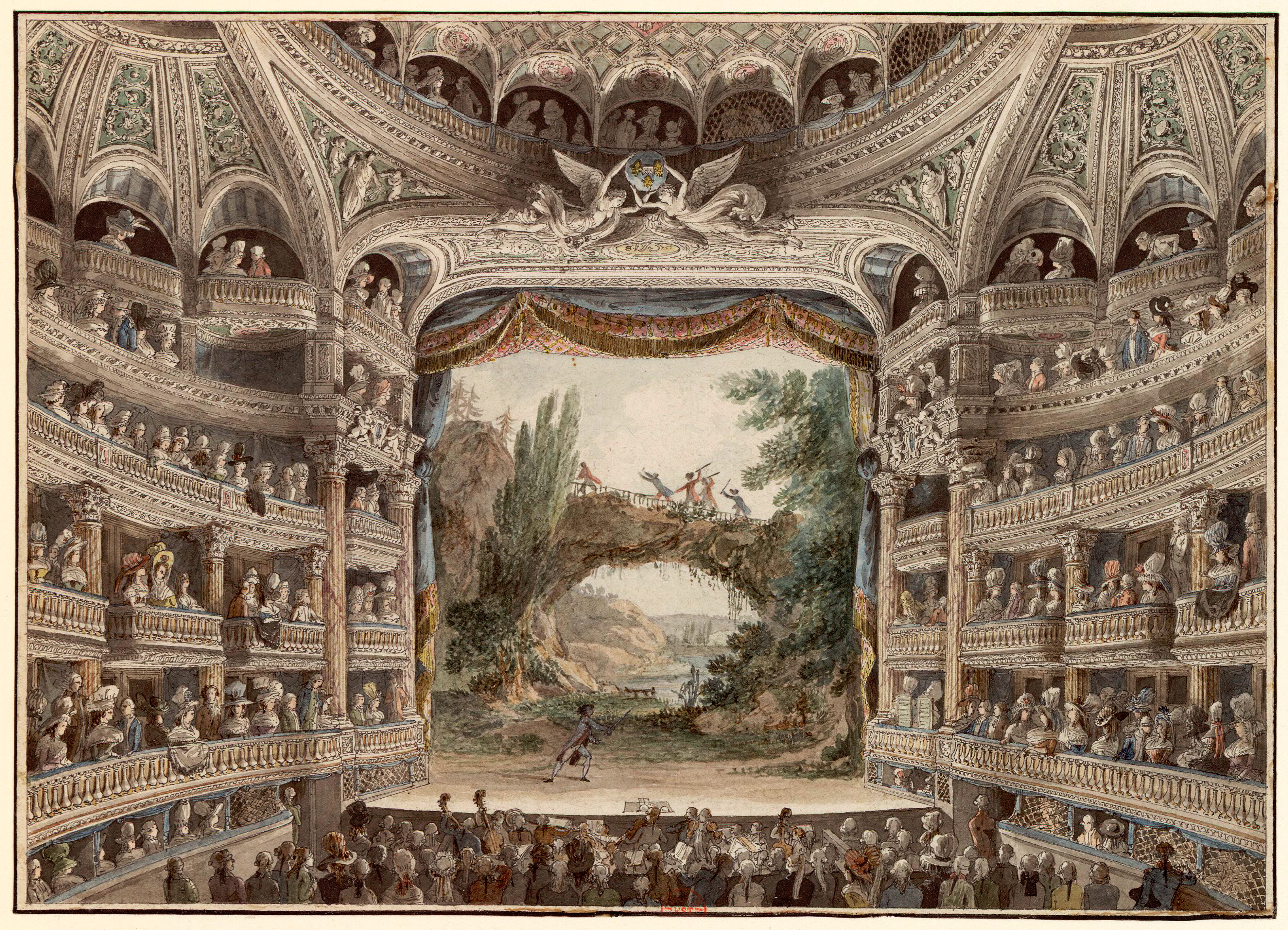

1799 óta a Comédie-Française székhelye nem változott, de nem csak itt volt mindig terme. 1946-ban megkapta az Odeon színház Luxembourg-termét is, amely 1983-ig volt a fennhatósága alatt, majd 1993-ban az addig különálló Théâtre du Vieux-Colombier-t (Régi-Galambdúc Színház) felújították, és a Művelődési Minisztérium ezt tette a Comédie-Française második termévé. 1996-ban egy harmadik, 136 helyes termet is kapott Studio-Théâtre (Színház-stúdió) névvel a Carrousel du Louvre-ban, az Arc de Triomphe du Carrousel (Carrousel-diadalív) és a Louvre között létező megfordított piramis alatt.

### A Covid19-pandémia idején
2020-ban és 2021-ben Franciaországban három időszakban alkalmaztak kijárási tilalommal járó intézkedéseket a Covid19-pandémia miatt, és ezek következményeként a Comédie-Française is bezárt. Ilyen körülmények között a színház internetes előadásokat indított el. A repertoár darabjait egy-egy hétig próbálták és a YouTube-on közvetítették. Marcel Proust Az elveszett idő nyomában-jának teljes felolvasását is programjukba iktatták. Az előadások nézőinek száma rendkívül magas volt, például 2020 márciusa és 2021 februárja között 1,3 millió.

## A Comédie-Française státusza
1995 óta a Comédie-Française állami vállalat és nemzeti színház. Más nemzeti színházak is vannak Franciaországban, azaz olyanok, amelyek kapnak állami támogatást, de hagyománya szerint a Comédie-Française-nek állandó színészei is vannak, akik egyesületet alkotnak. Ezzel egyedülálló színház Franciaországban. A mellékrészlegei a főrészleg léányvállalatai külön részvénytársasági státusszal. Ezek a főrészleg repertoárján kívüli produkciókat is előadhatnak.
A színház költségvetésének egyik része a saját bevételeiből áll. Ezek az eladott jegyek árából, az audiovizuális produkcióiért kapott pénzből és a boltjában eladott hanglemezek, DVD-k, könyvek, emléktárgyak stb. árából származik. Másik részét a Művelődési Minisztériumtól kapott támogatás biztosítja. Külön kap támogatást a főrészleg, és külön az időben másodikként megkapott mellékrészleg. A harmadik mellékrészleg finanszírozása közvetlenül az anyavállalatát képező főrészleg feladata.

## A színház szervezeti felépítése 2023-ban

### A színészgárda
A Comédie-Française színészei négyféle státuszúakra oszlanak.
Új színészeket a színház administrateur général-ja (vezérigazgatója) nem meghatározott időre vesz fel. Ezeket pensionnaire-eknek nevezik. 23 ilyen színész van.
Egy év munkaviszony eltelte után az ideiglenesen alkalmazott színész sociétaire-é, azaz a színészek egyesületének állandó tagjává válhat. Erre az igazgatási bizottság (amelynek tagja a vezérigazgató is) javasolhatja a sociétaire-ek közgyűlésének. Ennek jóváhagyása után az új sociétaire státuszát a Művelődési Minisztérium határozatban rögzíti. A színháznak 38 ilyen tagja van.
Ha egy sociétaire legalább 20 évi tevékenység után hagyja el a színházat, akkor sociétaire honoraire (tiszteletbeli egyesületi tag) lehet a vezérigazgató javaslatára, az igazgatási bizottság jóváhagyásával. Ezzel elismerik a karrierjének értékét, és lehetőséget adnak neki, hogy alkalmanként játsszon a színházban. 22 tiszteletbeli tagja van a színháznak.
A sociétaire-ek között azt a színészt vagy színésznőt, aki a leghosszabb ideje tagja az egyesületnek doyen-nek, illetve doyenne-nek nevezik. Ő kötelezően az igazgatási bizottság tagja és többek között biztosítja az intézmény művészeti vezetését, amikor a vezérigazgató valamilyen okból nem teheti ezt.
Egy kisegítő művész is dolgozik a színházban.
2009 óta a Comédie-Française egy akadémiát is foglal magában, amely keretében hat fiatal, az előző tanévben nemzeti színművészeti főiskolán diplomázott színész egy évadon át vesz részt a színház munkájában.

### A vezetőség
A színháznak több vezetési szerve van.
Az igazgatási bizottságnak kilenc sociétaire tagja van: hét tényleges és két helyettes. Évente újítják meg úgy, hogy három ténylegest és egy helyettest a sociétaire-ek közgyűlése választ meg, három ténylegest és egy helyettest pedig a művelődési miniszter nevez ki a vezérigazgató javaslatára. A doyen vagy doyenne jogszerűen tagja a bizottságnak. A bizottság a társulatot érintő olyan meghatározó témákat vitat meg, mint az új sociétaire-k felvétele és a társasági részesedések elosztása a sociétaire-ek között. A műszaki és az adminisztratív személyzet két képviselőjével és a pensionnaire-ek egy képviselőjével kiegészítve a bizottság megvitatja és megszavazza a költségvetést és az intézmény számára meghatározó projekteket a művelődési miniszter és a költségvetési ellenőrök jelenlétében.
Az olvasó bizottság az igazgatási bizottság összes tagjából és négy, az irodalom és a művészet világából való személyiségből áll. Ez vizsgálja meg a vezérigazgató által javasolt azon új darabokat, amelyek a színház repertoárjába kerülhetnek. Csak a bizottság által jóváhagyott darabok adhatók elő a Richelieu-utcai teremben.
A Comédie-Française két mellékrészlegének is van egy-egy igazgatási tanácsa.

#### A vezérigazgató
A vezérigazgatót a köztársasági elnök nevezi ki öt évre a Művelődési Minisztérium javaslatára, a javasolt személy által elkészített művészeti és stratégiai tervezet alapján. A vezérigazgató egyben művészeti és vállalati vezető. Ő elnököl az összes vezetési szerv ülésein, határoz az előadások programjáról, a játszandó darabok kiválasztásáról az olvasó bizottság közreműködésével, a rendezők kiválasztásáról, a szereposztásokról, új színészek felvételéről.
A vezetésben közvetlenül működik közre a vezérigazgatóval a directeur général des services (osztályok főigazgatója), akit javaslatára nevezi ki a művelődési miniszter. Vele együtt felel a vezérigazgató a színház általános vezetéséért, a vállalat szociális, adminisztrációs és pénzügyi feladatai ellátásáért, a minél nagyobb közönség a színházhoz való vonzásáért, a külkapcsolatok, a partneri viszonyok és a mecenatúrai tevékenységek biztosításáért. 2014 óta a Comédie-Française vezérigazgatója Éric Ruf.

### Az adminisztráció
Az osztályok főigazgatója a színház adminisztratív osztályait vezeti, amelyek mindegyikének van egy-egy igazgatója. Vannak a műszaki ügyekkel, a produkcióval és a művészeti koordinációval, a jelmezekkel, az épületekkel és berendezésekkel, a humán erőforrásokkal, a pénzügyekkel, valamint a mecenatúrával és a vállalatokkal való viszonyokkal foglalkozó osztályok. Ezeken kívül főtitkár vezette titkársága és egy irodalmi tanácsadója is van a színháznak.

### A múzeum-könyvtár
A Comédie-Française e részlege egyben múzeum, könyvtár és levéltár. Rengeteg régi és új anyaggal rendelkezik. Vannak benne a színházzal kapcsolatos műtárgyak, kéziratok, könyvek, egyéb dokumentumok, audiovizuális anyagok. Azzal vesz részt a színház életében, hogy a társulat tagjai és a meghívott művészek rendelkezésére bocsátja az előadások előkészítésére szükséges anyagokat. Ezen kívül engedélyezi kutatóknak, szórakoztatóipari szakembereknek, egyetemistáknak és újságíróknak dokumentumok tanulmányozását. Ugyanakkor kiállításokat is rendez az anyagaiból.

## A repertoár
A Comédie-Française repertoárja általában a kor irodalmi és színjátszási irányzatait követte. Megalapításakor a 17. századi francia klasszicizmus szellemében alkotott tragédiákat és vígjátékokat adott elő. A 18. században ennek stílusa tovább élt, például Voltaire színdarabjaiban, de szabályait már nem tartották be olyan következetesen, mint az előző században. Ugyanakkor a század vége felé forradalmi tartalmak is megjelentek a darabokban, mint Beaumarchais 1775-ben bemutatott Sevillai borbélyában. Ugyancsak az ő Figaro házasságának bemutatása 1784-ben, amely elé a királyi cenzúra akadályokat gördített, nagy sikert aratott a már forradalmi eszmékre hangolt közönség körében.
A 19. század első felében a Comédie-Française a romantikus és a klasszikus színház közötti harc színterévé vált. A kettő hívei ténylegesen összeverekedtek 1830-ban Victor Hugo Hernani című romantikus drámája bemutatásakor. 1843-ban Hugo egy másik drámája bukásával a francia klasszikus tragédia egy időre felülkerekedett, de a század vége felé újra romantikus, majd naturalista darabokat is előadott a színház, valamint nem francia műveket is kezdett befogadni, például William Shakespeare Hamletjét. A 19. század végén és a 20. század elején az akkoriban divatos erkölcsi vígjátékok is fontos helyet kaptak a repertoárban.
A 20. és a 21. században a repertoár mindenféle új irányzatú művekkel bővül. A színház továbbra is főleg francia darabokat mutat be, de egyes külföldieket is, valamint külföldi rendezőket is meghív. A repertoár folytonosan gyarapszik azokkal a művekkel, amelyeket az olvasó bizottság választ ki sok benyújtott új mű közül, de az összes 17. század óta időt álló darabot is időnként előadják.

## Oktató tevékenységek
A fentebb említett Comédie-Française akadémiája nemcsak fiatal színészeknek biztosít 2009 óta egy évadnyi szakmai gyakorlatot, hanem 2015 óta négy más fiatalnak is: rendezőnek, díszlettervezőnek, jelmeztervezőnek és hangtervezőnek.
Évadonként 18–25 fiatal vesz részt olyan gyakorlati műhelyekben, amelyekben klasszikus és modern szövegeket olvasnak, elemeznek, majd ezekből kiindulva maguk alkotnak szövegeket. Ezeket az irodalmi tanácsadó vezeti a színészek közreműködésével. A tevékenységek 30 óra szövegelemzést, 50 óra írást és 15 óra színjátszást tesznek ki. Évad végén a résztvevők bemutatják alkotásaikat.
A Comédie-Française partneri viszonyban áll az Oktatásügyi Minisztériummal, és ennek keretében 80 viszonylag hátrányos közegben működő iskolák tanulóinak nyújt előadásokon való részvételt, látogatásokat, művészekkel való találkozókat stb.
2016 óta a színház filmre felvett előadásokat bocsát rendelkezésre, amelyeket iskolák kérésére mozikban lehet bemutatni, hozzáfűzött oktatási dokumentumokkal is elősegítve a francia színművészet ismertetését. Ebben a színház partnere a Pathé filmipari vállalat.
A Comédie-Française partnere kb. 40 főoktatási intézménynek is, közreműködve színjátszással kapcsolatos tevékenységekben, és havonta egyszer ingyenes látogatásokat szervezve székhelyében egyetemisták számára.
2021 óta Színházi egyetem címmel a Comédie-Française egyszer havonta ingyenesen tart az interneten egyetemistáknak szóló velük párbeszédet lehetővé tevő videókonferenciákat, amelyeket le is lehet tölteni utólag az internetről. Ezeken a színház tagjai és alkalmazottai, valamint külső szakemberek vesznek részt.
A Comédie-Française évadonként kb. harminc alkalommal tart színművészettel kapcsolatos továbbképzéseket hozzávetőlegesen 900 pedagógus számára. Hetente egyszer az évad előadásaira, a hangos olvasásra és az improvizációra vonatkozó ingyenes tevékenységeket is szervez a színház szintén pedagógusok számára.
Színházi előadások látogatásának előkészítése és utólagos tevékenységekre való felkészülés céljából a színház letölthető előadásokat kísérő és oktatási dokumentumokat bocsát rendelkezésre.